# Volvo YCC
La Volvo YCC ("Your Concept Car")  est un concept car fabriquée par Volvo Cars présentée au Salon de l'automobile de Genève en 2004, dans le but déclaré de répondre aux besoins particuliers des conductrices. Pour ce faire, Volvo a réuni une équipe de designer entièrement composée de femmes, vers octobre 2001. Ce défi a permis de s'intéresser à l'ergonomie et les besoins spécifiques des conductrices.
Les femmes qui ont participé à ce projet sont les suivantes : Maria Widell Christiansen, Eva-Lisa Andersson, Elna Holmberg, Maria Uggla, Camilla Palmertz, Cynthia Charwick, Anna Rosén, Lena Ekelund et Tatiana Butovitsch Temm.
De l'extérieur, la voiture à l'apparence d'un coupé quatre places relativement futuriste. On peut noter l'absence de capot, ce qui signifie qu'aucun accès direct au moteur n'est possible. Pour l'entretien du moteur, il est donc nécessaire de retirer toute la partie avant de la carrosserie. Cette opération nécessite donc le matériel et les infrastructures adéquates. Fort heureusement, selon le constructeur, seul un changement d'huile tous les 50,000 km est nécessaire. 
Le remplissage du réservoir de lave-glace se fait par le biais d'une vanne à boisseau sphérique situé à proximité de celui du réservoir d'essence. La voiture est équipée de pneus run-flat, afin de pouvoir rouler jusqu'au garage après une crevaison. Cela évite d'avoir à changer un pneu au bord de la route.
Le véhicule est un coupé quatre places. Il possède trois portes : deux portes papillon latérales et une porte à hayon pour accéder au coffre. 
Les trois portes du véhicule sont motorisées et s'ouvrent sans clé par onde radio ce qui était nouveau en 2004. En une seule pression sur la clé, la porte la plus proche s'ouvre automatiquement. Cela pour permettre un accès à la voiture même les bras chargés. A l'intérieur on retrouve de nombreux rangement. Un travail important est donné également à l'esthétique de l'habitacle. Les textiles des sièges et des portes sont amovibles afin de pouvoir les nettoyer. Ils sont également personnalisables.
Les appuie-tête sont conçus pour s'adapter aux coiffures avec cheveux attachés. On a retiré le levier de vitesse ainsi que le frein à main de la console centrale pour offrir plus de place aux rangements situés sous le tableau de bord. La banquette arrière est repliable et l'espace ainsi obtenu est accessible sans ouvrir le coffre, directement par les portes latérales. 
Sur le plan technique, la volvo YCC est équipé d'une boîte automatique 6 vitesses offrant un mode manuel. Elle accueille un moteur hybride de cinq cylindres de 217,9 chevaux (215 bhp) de type PZVEC (véhicules à pollution zéro partielle).